# إيفلين هولت
إيفلين هولت (بالألمانية: Evelyn Holt)‏ هي ممثلة ألمانية، ولدت في 3 أكتوبر 1908 ببرلين في ألمانيا، وتوفيت في 22 فبراير 2001 بلوس أنجلوس في الولايات المتحدة.

## وصلات خارجية
- إيفلين هولت على موقع IMDb (الإنجليزية)
- إيفلين هولت على موقع ألو سيني (الفرنسية)
- إيفلين هولت على موقع أول موفي (الإنجليزية)
- إيفلين هولت على موقع قاعدة بيانات الأفلام السويدية (السويدية)
- إيفلين هولت على موقع كينوبويسك (الروسية)